# عبدالعزیز الیهری
عبدالعزیز الیهری (انگلیسی: Abdulaziz Al-Yahri؛ زادهٔ ۲۶ ژوئن ۱۹۹۰) یک بازیکن فوتبال اهل قطر است.